# Лопенка
Лопе́нка — малая река на юге Москвы (район Южное Бутово Юго-Западного административного округа и город Щербинка Новомосковского административного округа) и Московской области (городской округ Подольск), левый приток Пахры.

## География и гидрология
Длина с временным водотоком в верховьях — 8,5 км, из них в Москве — 2 км. Постоянное течение на протяжении 7 км. Площадь водосборного бассейна — около 10 км².
Верхнее течение проходит в районе Южное Бутово. Весной начинается внутри экспериментальной кольцевой железной дороги ВНИИЖТ в лесу севернее деревни Новокурьяново (район Южное Бутово), в широкой и плоской ложбине протекает на юго-восток через Северный Новокурьяновский пруд, северо-восточную часть Новокурьянова и Большой Новокурьяновский пруд. Далее уходит в подземный коллектор, пересекает железную дорогу в юго-восточной части и течёт на юго-восток через город Щербинку. Выходит из коллектора восточнее Варшавского шоссе и протекает на юго-восток сначала через пустырь, далее через деревню Захарьино (район Южное Бутово). Затем уходит в городской округ Подольск, где протекает мимо деревень Ордынцы и Борисовка и посёлка Быково. Устье реки находится немного выше автодороги М-2 Крым.

## Происхождение названия
Академик С. Б. Веселовский предполагает новгородское происхождение этого слова, так как новгородцы подвластные им территории в Карелии называли «Лопенскими погостами», а жившее там население финно-язычных саамов — «лопью», то есть непонятно «лопотавшими» между собой. Однако вместе с тем новгородцы поддерживали тесные контакты и с балтийскими соседями — литами и латами, которые могли называть себя лабами или лопами по одному из ключевых слов своего языка «лоби», «лаби», «лопи», означающего «добро», «хорошо», «ладно».